# Camarilla (conciliàbul)

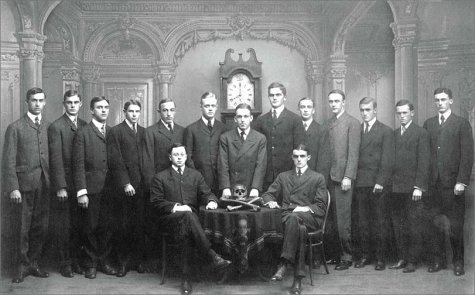
Els quinze membres de la "Confraria de la mort".

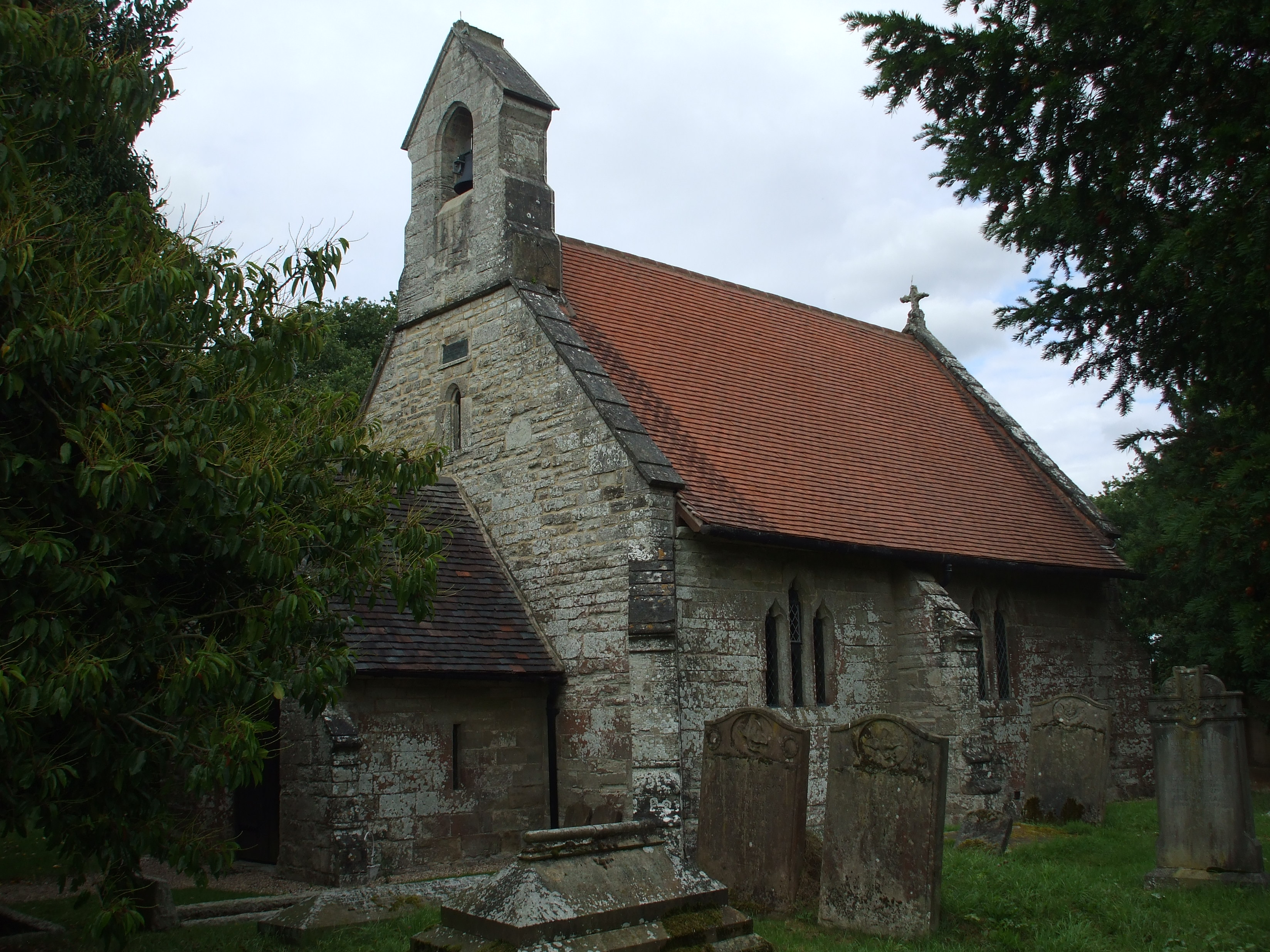
Església Ullenhall Old, a Ullenhall, Warwickshire, Anglaterra. El cor de l'antiga església parroquial de St Mary va subsistir quan una nova església va ser inaugurada al centre de la vila en 1875. S'observen les impressionants tombes de la família Knight, incloent Lady Luxborough, capdavantera d'una camarilla de poetes del.

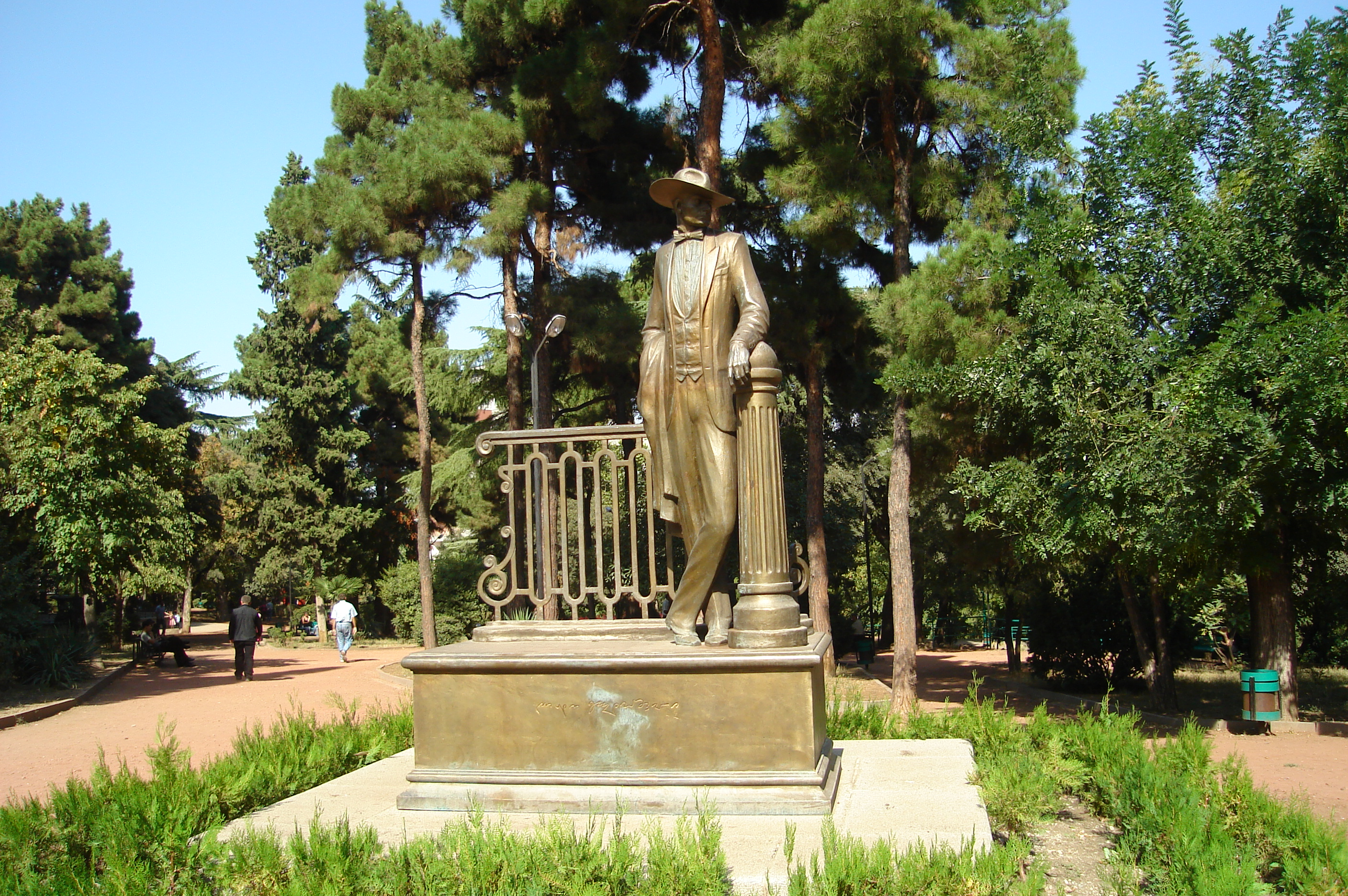
Lado Gudiashvili (1896-1980), pintor de Geòrgia nascut a Tbilisi. Gudiashvili va integrar un grup de poetes i escriptors georgians anomenat "Tsisperqantselebi" ("Les Banyes Blaves"), orientat a connectar orgànicament el caràcter nacional de Geòrgia amb l'estructura creativa del simbolisme francès. A París, va integrar la famosa "La Ruche", una influent colònia de pintors. "Tsisperqantselebi" reunia joves talents principalment de la ciutat de Kutaisi, i va tenir una influència destacada en la formació i èxit dels seus membres a partir de 1915, encara que amb posterioritat va ser suprimida en els anys trenta pel règim soviètic.

Una camarilla o coteria és una associació entre individus o grups d'individus, units per un interès comú, i que s'orienten a afavorir els interessos dels qui formen part del grup, a l'una d'amb freqüència obstaculitzar o dificultar els interessos relacionats dels qui no formen part d'aquest grup. L'interès comú o objectiu d'una coteria, amb freqüència s'orienta a promoure els seus punts de vista privats o els seus particulars interessos en una Església, en un Estat, o en una altra comunitat.

## Presentació del concepte
Fenomen tan antic com la societat mateixa, l'esperit de confraria' (l'esperit de conciliàbul) sempre està disposat a esgrimir raons i a defensar-se per tots els mitjans possibles, i a sacrificar interessos contraris al seu propi benefici, inclòs l'interès general, per posar en funcions o en valor a una persona, o a una institució, o a una obra, o a una cosa, o si fos el cas, per contra a desacreditar.
Les camarilles polítiques, religioses, científiques, fins i tot sacrifiquen el ben comú, la veritat, la productivitat, i/o la justícia, per conservar l'honor i/o els propis avantatges i/o les posicions ja assolides.
En política, la camarilla és al partit el que la secta és a la religió.
La literatura també va conèixer les camarilles literàries, abocades a defensar la reputació i els èxits dels seus membres, encara sacrificant el sentit comú, el bon gust, o la justícia, per afavorir al màxim els seus interessos i les seves conveniències. En aquest context, els mitjans estan sempre justificats, i no es considera reprovable perseguir o assetjar als dissidents, i a tots aquells que circumstancialment molestin o dificultin els seus plans.
Quan solament es tracta de literatura o d'art, les camarilles deixen el pas a les cabales. Cada segle ha tingut les seves, i particularment el segle xvii i el segle xviii en Europa, on es van desenvolupar amb alegria als salons, als palauets, a les acadèmies, i fins i tot als carrers i als cafès.
Là, chaque coterie a ses arrangements
Chacun y fait emplette et d'amis et d'amants
Jacques Delille, Les trois règnes de la nature, C. III.
Molière es va burlar de les camarilles literàries a "Els précieuses ridicules", "Le Misanthrope", i "Les femmes savantes". En aquesta última, mostra una acadèmia orientada a establir les seves pròpies regles, segons s'exposa en l'escena 2 de l'acte tercer.

Nous serons, par nos lois, les juges des ouvrages;
Par nos lois, prose et vers, tout nous sera soumis;
Nul n'aura de l'esprit; hors nous et nos amis;
Nous chercherons partout à trouver à redire;
Et ne verrons que nous qui sachent bien écrire.

## Origen del concepte en un sentit més negatiu
Una camarilla, en un sentit una mica més negatiu i més proper a cabal i a càbala, és un grup en el qual hi ha persones o subgrups enfrontats.
Les formes efectives d'organització i d'acció d'una camarilla en aquest particular enfocament poden variar, encara que amb freqüència actuen i influeixen a través de la intriga i de la conspiració.
Les càbales de vegades es conformen com a societats secretes compostes per unes poques persones molt unides, i altres vegades són resultat del comportament emergent de la societat o d'un govern, amb un nucli de persones amb cert parentiu entre si, i/o amb certa afinitat d'algun tipus (per exemple ideològica, ànsia de poder, pocs escrúpols, etc.). I en no pocs casos, a la curta o a la llarga, es generen desenteniments a l'interior del grup.
El terme també pot ser usat per referir-se a les conseqüències pràctiques del comportament emergent del grup.
L'ús del concepte amb aquest particular enfocament, sol tenir una connotació forta en el contacte interpersonal reservat, o sigui en el que metafòricament podríem anomenar racons foscos o cambres posteriors o cambres secretes, encara que poques organitzacions utilitzen directament el terme o els qualificatius recentment expressats, per referir-se a si mateixos o a les seves divisions internes. I entre les excepcions a aquesta regla, hom pot citar-se al discordianisme, que l'utilitza per referir-se a un grup identificable dins de la pròpia religió discordiana.
El paraula càbala deriva de la Càbala, terme que té nombroses variacions d'ortografia i diferents connotacions conceptuals, vinculades sempre a la interpretació mística de les sagrades escriptures per part dels hebreus, i que en l'origen significava secret i doctrina oculta.

## Associació amb Carles II d'Anglaterra
El terme va adquirir un significat més modern, a partir de la conformació d'un grup de ministres de Carles II d'Anglaterra (Sir Thomas Clifford, Lord Arlington, el duc de Buckingham, Lord Ashley, i Lord Lauderdale), les lletres inicials del qual precisament conformaven la paraula TOTAL. Els nomenats van ser els signataris del Tractat de Dover, a través del que es formava una aliança entre Anglaterra i França respecte d'una guerra potencial contra els Països Baixos.
Tanmateix el Ministeri del Total amb prou feines pot ser vist com a tal, perquè l'escocès Lauderdale no era gaire procliu al govern anglès, i per la seva banda els catòlics Clifford i Arlington no estaven en bona sintonia amb els protestants Buckingham i Ashley. A més, tampoc Buckingham i Ashley tenien bones relacions entre si.
Per tant, el citat ministeri mai va manejar objectius molt unificats ni un accionar molt coherent, i es va enfonsar definitivament cap a l'any 1672, quan Lord Ashley es va convertir en comte de Shaftesbury, i va passar a ser un dels més feroços opositors de Carles II.
La teoria que la paraula es va originar com un acrònim dels noms dels cinc ministres, forma part dels mites populars, encara que molt possiblement la citada coincidència ha d'haver-se observat des del primer moment, i això va poder haver popularitzat el seu ús, juntament amb el notori secretisme i la falta de responsabilitat que van marcar l'acció del ministeri.

## Ús en relació amb les computadores i amb Usenet

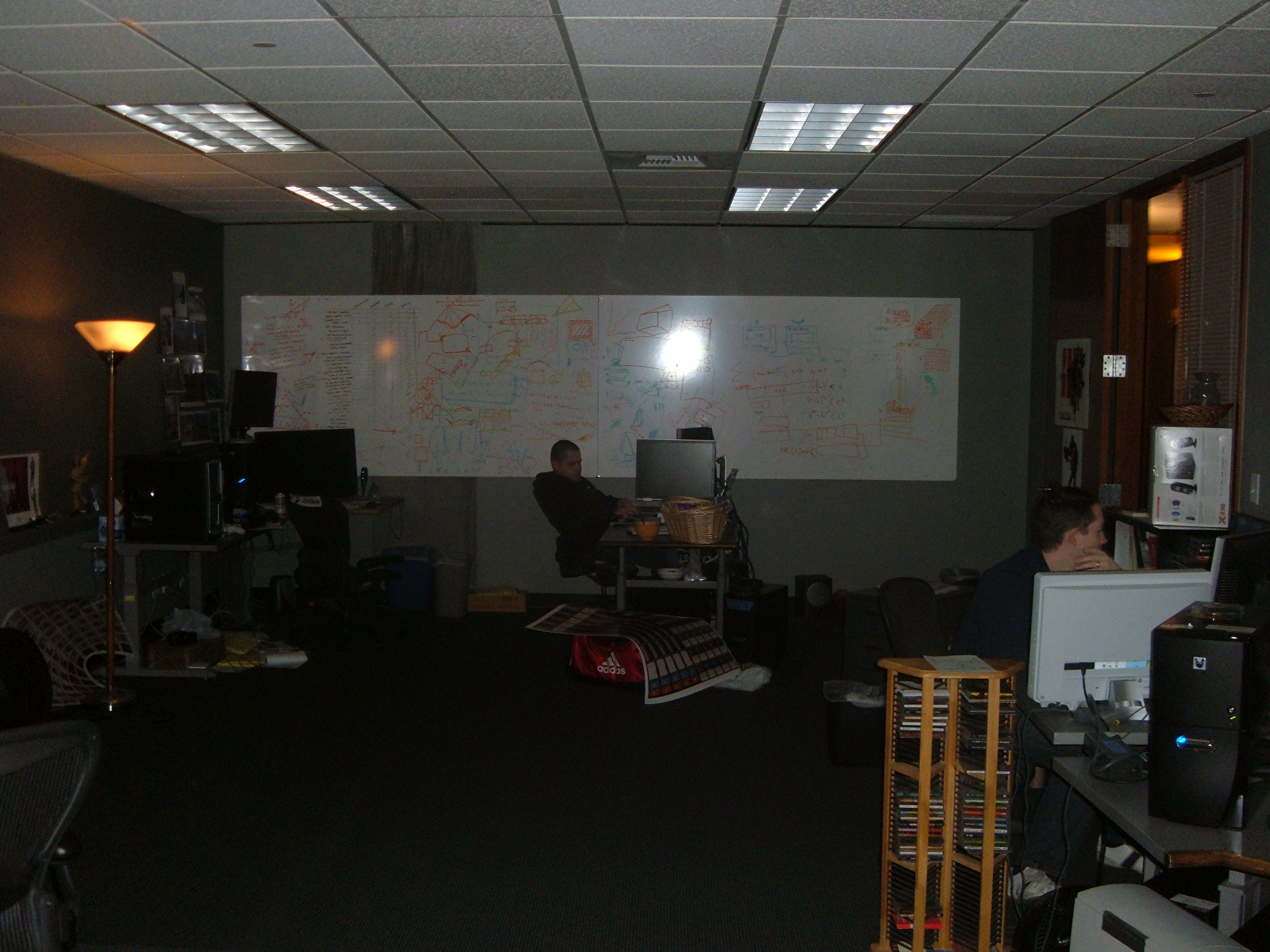
Zona Cabal en ús a Valve Software.

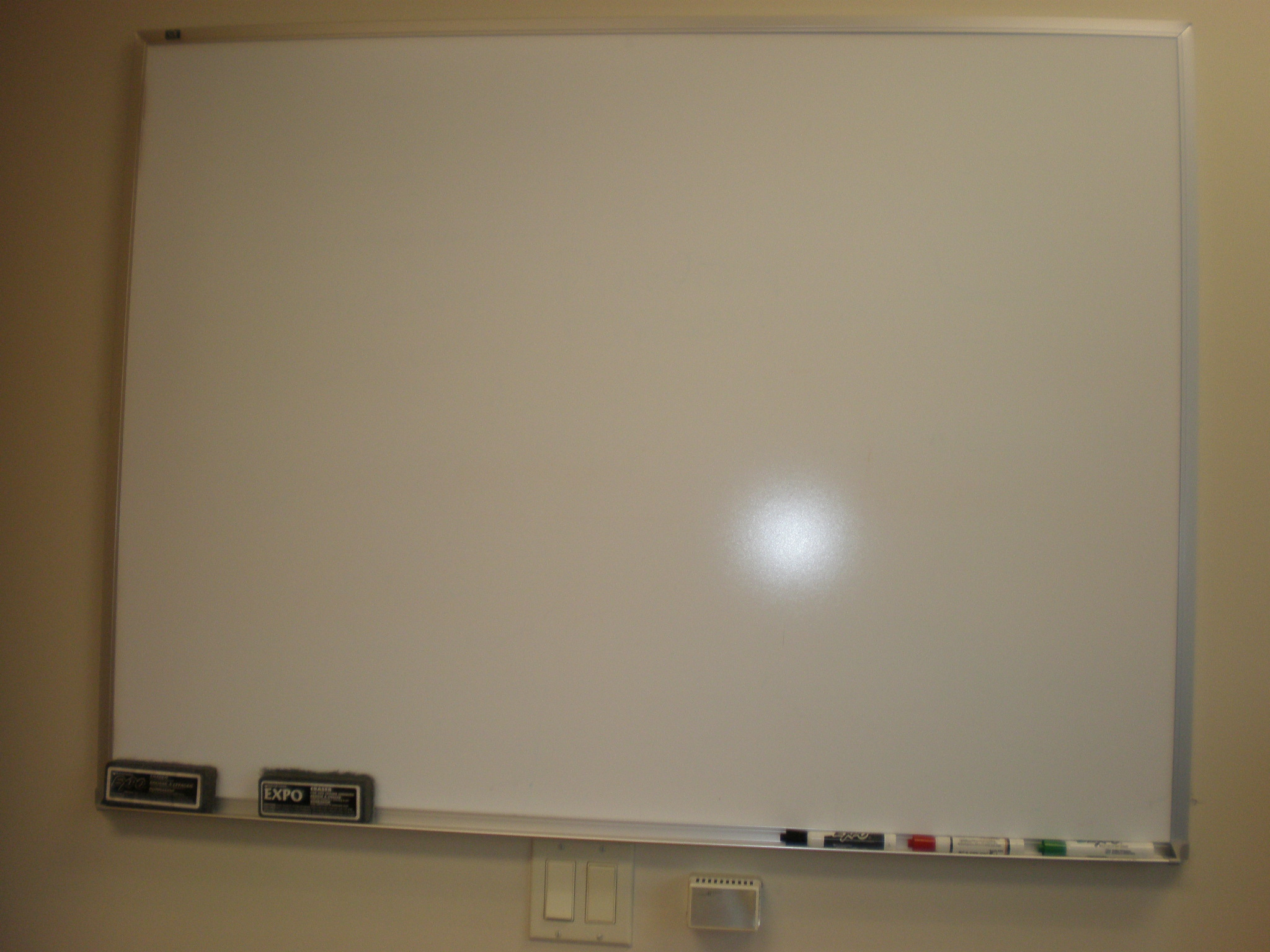

Durant el sorgiment de Usenet, el terme també va ser usat en un sentit semi-irònic, assenyalant l'esforç de la gent per mantenir cert ordre per sobre de l'ambient caòtic i anàrquic impost per la comunitat d'usuaris (consultar total de la dorsal). Com en aquest cas específic, referències a una presumpta conspiració, sovint s'emmarquen dins del que es coneix com a teoria conspirativa.
Valve Software, el creador de jocs com Half-Life, usa "espais Total" quan es treballa en projectes com un nou joc, o en pedaços de programes ja existents. Cada total (cada camarilla) usualment està dedicada a una específica àrea del joc.
Aquestes cambres posteriors o espais Total en general comprenen a 10-15 persones, diversos ordinadors, tecnologia de disseny, i almenys un pizarrón o tauler on es pugui escriure o projectar alguna cosa (mirar les imatges adjacents).
Com ja és esmentat en l'article "The Enemy Within" de Mark Bowden, publicat en l'edició de juny de 2010 de The Atlantic, un dels grups (Conspiració Conficker) es va orientar a derrotar a Conficker, un cuc informàtic que va sorgir a l'octubre de 2008, i que ataca al sistema operatiu Microsoft Windows.
Es creu que aquest cuc va infectar aproximadament un milió i mig de màquines d'arreu del món. La "Conspiració Conficker" va incloure Rodney Joffey, vicepresident i tecnòleg principal a NeuStar, així com Adre' M. DiMono, una de les autoritats capdavanteres mundials sobre botnets, i també Philip Porras, qui maneja una xarxa de honeypots per SRI International.
Malgrat les connotacions negatives associades amb el terme "Total", molt possiblement herència del Total Ministry, en el cas particular recentment esmentat, la connotació específica més aviat s'orienta al concepte "guillats simpàtics".

## Ús actual
A continuació s'indiquen dos bons exemples recents d'ús del terme 'total'.
El primer d'ells es refereix a Colin Powell, oportunament Secretari d'Estat dels Estats Units durant l'administració de George W. Bush, així com a Lawrence Wilkerson, cap de personal sota el comandament de Powel. I precisament, Lawrence Wilkerson va criticar i va denunciar a l'administració Bush amb relació a diverses qüestions vinculades amb la Guerra d'Iraq, incloent algunes posicions del mateix Powell, i referint-se fins i tot a un pla sinistre controlat per un "Total Cheney-Rumsfeld".
El segon exemple es refereix a l'antic primer ministre britànic, Gordon Brown, que en el seu moment va fer costat a les sancions de Nacions Unides contra Zimbàbue, obertament denunciant als líders del règim com un "total criminal".
Per la seva banda, l'analista Eric Miltenburg, de Toronto, al seu moment es va referir al "Total Eagan-Fitzgerald" dels anys 1940, quan aquestes dues famílies van compartir els seus secrets i les seves habilitats.
També, al programa del canal Comedy Central anomenat The Daily Show (Parodiant les notícies), la frase "A global total of Jews" ("Un total global de jueus") és referida de temps en temps, com una burla cap a les suposades teories antisemíticas sobre dominació jueva global. A més, moltes teories de conspiració maçònica han presentat a la francmaçoneria com un gran i discret total internacionalista.